# Mick Aston
Michael Antony "Mick" Aston, född 1 juli 1946 i Oldbury, West Midlands, död 24 juni 2013, var en brittisk arkeolog baserad i Somerset, England. Han var professor i landskapsarkeologi och aktiv arkeolog. Aston var populär utgrävningsledare i den brittiska TV-serien Tidsresenärerna (Time Team). Aston kändes bland annat igen för sina färgglada tröjor och sin vildvuxna "professorsfrisyr".